# Fischer–Tropsch-eljárás
A Fischer–Tropsch-eljárás egy katalizált kémiai reakció, amelyben a szintézisgázt, a szén-monoxid és hidrogén elegyét alakítják át különböző folyékony szénhidrogénekké. A leggyakoribb katalizátor a vas és kobalt, de a nikkel és ruténium szintén használatos. Az eljárás elsődleges célja, hogy szintetikus kőolajszármazékokat állítsanak elő – jellemzően szénből, biogázból és biomasszából –, hogy aztán azokat szintetikus kenőanyagként vagy hajtóanyagként használják. Ez a szintetikus benzin teherautókat, autókat és néhány repülőgépet is hajt. A biomassza-gázosítás és a Fischer–Tropsch-szintézis együtt egy lehetséges út a bioüzemanyagok felé.

## Szintézisgáz-előállítás

A Lurgi-Porlasztó.

A Fischer–Tropsch-szintézis alapanyagait előállíthatjuk más szénhidrogének felhasználásával:
CnH(2n+2) + ½ nO2 → (n+1)H2 + nCO
például (ha n=1), metán:
2CH4 + O2 → 4H2 + 2CO
vagy biomassza, illetve szén elgázosításával:
C + H2O → H2 + CO
Ennek az endoterm reakciónak az energiaszükségletét a szén, illetve a biomassza égetésével érhetjük el. Ez a következő reakciókhoz vezet:
2C + O2 → 2CO
C + O2 → CO2

## Történet
Az alaptechnológiát az 1920-as években fejlesztették ki Németországban, és feltalálói után nevezik Fischer–Tropsch-eljárásnak.
A többi GTL (gas to liquid) technológiával együtt főleg hajtóanyaggyártó cégek vállalták fel a fejlesztést.

A kutatás két irányba indult el,
- A magas hőmérsékleten lebonyolított, vas katalizátort használó Fischer–Tropsch GTL-eljárás olyan hajtóanyagokat szintetizál, mint például a benzin vagy a gázolaj, melyek közel állnak a nyersolaj finomításával létrehozott termékekhez. A folyamat eredményeként kapott GTL-üzemanyagok kénmentesek, de tartalmaznak aromás vegyületeket.

- Az alacsony hőmérsékletű, kobalt katalizátoron alapuló Fischer–Tropsch szintézis az üzemanyag tiszta, szintetikus részét hozza létre, mely kén- és aromás vegyületektől is mentes.

Kereskedelmi mennyiségű termelés 1993-ban indult Malajziában, a Shell az alacsony hőmérsékletű eljárást, főleg a nagy teljesítményű dízel hajtóanyagaihoz használja, az elérhető magas cetánszám és a nagy tisztaság miatt.
2006 óta egész Európában a Fischer–Tropsch eljárással készült V-Power Diesel üzemanyagot forgalmazza.